# Колемас (река)
Колемас (устар. Колемасс) — река в России, протекает по Пензенской области. Устье реки находится в 136 км по правому берегу реки Сердоба. Длина реки составляет 13 км. Площадь водосборного бассейна — 78,1 км².

## Данные водного реестра
По данным государственного водного реестра России относится к Донскому бассейновому округу, водохозяйственный участок реки — Хопёр от истока до впадения реки Ворона, речной подбассейн реки — Хопер. Речной бассейн реки — Дон (российская часть бассейна).
Код объекта в государственном водном реестре — 05010200112107000005360.